# Jonathan Hogan
Jonathan Hogan (Chicago, 13 juni 1951) is een Amerikaans acteur.

## Biografie
Hogan begon met acteren in het theater, naast talloze optredens op off-Broadway theaters maakte hij in 1976 zijn debuut op Broadway met het toneelstuk Comedians. In 1985 werd hij genomineerd voor een Tony Award voor zijn rol in het toneelstuk As Is.
Hogan begon in 1976 met acteren voor televisie in de televisieserie The Doctors. Hierna heeft hij nog meerdere rollen gespeeld in televisieseries en films zoals Ryan's Hope (1980), As the World Turns (1992-1993) en Law & Order (1991-2003).

## Filmografie

### Films
Uitgezonderd korte films.
- 2019 A Rainy Day in New York - als vader van Gatsby
- 2006 December Ends – als Gary Dean
- 2001 Revolution 9 – als dr. Phil Karlson
- 1999 Hit and Runaway – als Bob
- 1999 A Fish in the Bathtub – als Eldon Krantz
- 1999 Getting to Know You – als vriend van Trix
- 1989 In Country – als Larry
- 1988 The House on Carroll Street – als Alan
- 1986 Dreams of Gold: The Mel Fisher Story – als David Horan
- 1983 Living Proof: The Hank Williams, Jr. Story – als Dennis
- 1983 MysteryDisc: Many Roads to Murder – als Bill Donavan
- 1981 Tattoo – als Bernie

### Televisieseries
Uitgezonderd eenmalige gastrollen.
- 2018 The Looming Tower - als pastoor Duffy - 3 afl.
- 2015 House of Cards - als Justice Jacobs - 3 afl.
- 1983 - 1994 As the World Turns - als Jason Benedict - 17 afl.
- 1992 – 1993 One Life to Live – als Walter Douglas - ? afl.
- 1980 Ryan's Hope – als Mitchell Miles – 3 afl.
- 1976 – 1977 The Doctors – als Jerry Dancy - 181 afl.

## Theaterwerk opBroadway
- 1991 The Homecomming – als Tedy
- 1991 Taking Steps – als Mark
- 1987 – 1988 Burn This – als Burton
- 1985 – 1986 As Is – als Rich
- 1983 The Caine Mutiny Court-Martial – als luitenant Willis Seward
- 1980 – 1982 Fifth of July – als John Landis
- 1978 Taxi Sales – als ??
- 1976 – 1977 Comedians – als Mick Connor / Ged Murray

- Virtual International Authority File: 4428149235098976690009